# NGC 3309
NGC 3309 este o galaxie eliptică situată în constelația Hidra. A fost descoperită în 24 martie 1835 de către John Herschel. Se află la o distanță de 51,29 de megaparseci de Pământ.